# Nickelodeon On Sunset
Nickelodeon On Sunset is een televisiestudio/theater waar televisieseries en -films voor de Amerikaanse Nickelodeon worden gefilmd. Vanaf 2006 vervangt deze studio de Nickelodeon Studios. De studio bevindt zich op 6230 Sunset Boulevard in Hollywood, Los Angeles.

## Programma's
De volgende televisieprogramma's en -films werden in deze studio gemaakt:
- Star Search
- All That
- Kenan & Kel
- The Amanda Show
- The Nick Cannon Show
- The Conspiracy Zone
- Taina
- Drake & Josh
- Ned's Declassified School Survival Guide
- Unfabulous
- iCarly
- Dance on Sunset
- True Jackson, VP
- The Fresh Beat Band
- Victorious
- Alf's Hit Talk Show
- Sam & Cat